# Meerwijk
Meerwijk  é um hamlet no município neerlandês de 's-Hertogenbosch, na província de Brabante do Norte.
Até 1971, Meerwijk pertenceu ao antigo município de Empel en Meerwijk. Em 1971 fundiu-se ao município de 's-Hertogenbosch.